# Sophie Edelstein
Pour les articles homonymes, voir Edelstein.
Sophie Jeannine Maxime Edelstein, née le 4 avril 1971 à Lyon, est une illusionniste française. Elle est la dernière directrice artistique du cirque Pinder, propriété de son père, Gilbert Edelstein dont son frère, Frédéric Edelstein, dresseur de fauves est le dernier directeur.
Sophie est connue du grand public pour son rôle de jurée dans l'émission de M6 La France a un incroyable talent.

## Biographie
Elle est la fille de Gilbert Edelstein, ancien collaborateur de Jean Richard et repreneur du cirque Pinder après la faillite de ce dernier en 1983 et du cirque d'Achille Zavatta.
Après des études classiques, Sophie choisit d’intégrer le cirque familial où, durant 15 ans, elle fait un numéro aux côtés de Sabah et Delhi, les éléphants mascottes du cirque Pinder. Elle crée alors un numéro mettant en scène des chevaux aux côtés des éléphants. Durant une représentation, elle a été pratiquement écrasée par la patte d'un éléphant qui l'a empêchée de bouger et de respirer pendant dix minutes. Bien qu'elle s'en soit sortie indemne, Sophie a choisi une autre discipline et s’est lancée dans la magie et la grande illusion.

De 2006 à 2008, puis de 2010 à 2013, elle est membre du jury de l'émission La France a un incroyable talent : en 2006, aux côtés de Gilbert Rozon et Jean-Pierre Domboy (remplacé par Patrick Dupond dès 2007). Elle ne participe pas à la saison 2009, puis réintègre le jury aux côtés de Dave et Gilbert Rozon (et Andrée Deissenberg arrivée à la saison 8) de la 5e saison en 2010, jusqu'à la 8e saison en 2013.
D'août 2011 à juillet 2012, Sophie joue au sein d'un spectacle dans le cabaret Le Royal Palace. Il est, en fréquentation, le premier cabaret régional français et le troisième cabaret national français après Le Moulin Rouge et Le Crazy Horse. Depuis sa création en 1981, Le Royal Palace rassemble 230 000 spectateurs par an à Kirrwiller, un village de 510 habitants situé en Alsace.
En 2012, Sophie participe au jeu Pékin Express en tant que passager mystère.
En 2013, elle s'expatrie à Las Vegas où elle présente un spectacle de grande illusion produit par Alex Goude, animateur de M6, ancien présentateur de l'émission La France a un incroyable talent.